# N (專輯)
N是日本女子偶像樂團ZONE的第3張錄音室專輯，於2004年2月18日發行。

## 收錄曲目
1. 畢業
第12枚單曲。主唱為MIYU與TOMOKA。
2. Come to myself
主唱為TOMOKA與MAIKO。
3. ROCKING
TOMOKA主唱單曲。
4. Bible
MIZUHO主唱單曲。TOMOKA参加合唱。
5. BeaM
北海道文化放送（2003年）廣告。
6. Like
MAIKO主唱單曲。MIYU参加合唱。
7. prayer
MIYU主唱單曲。
8. 白花　<acoustic ver.>
第8枚單曲。主唱為MIYU與MIZUHO[1]。
9. true blue
第9枚單曲，雙A面1曲目。
10. 僕の手紙
第11枚單曲。
11. 恋・・・
第9枚單曲，雙A面2曲目。主唱為MIYU與TAKAYO。
12. H・A・N・A・B・I 〜君がいた夏〜
第10枚單曲。
13. secret base ～你給我的東西～ <LIVE ver.>

### 参加成員
- TAKAYO（9.10.11.12.13）
- MIYU（1.5.6.7.8.9.10.11.12.13）
- MIZUHO（1.4.5.8.9.10.11.12.13）
- MAIKO（1.2.5.6.9.10.11.12.13）
- TOMOKA（1.2.3.4.5）

## 外部連結
- Sony Music官方網站 believe in ZONE（页面存档备份，存于）

Template:ZONE